# Roman Schijentajew

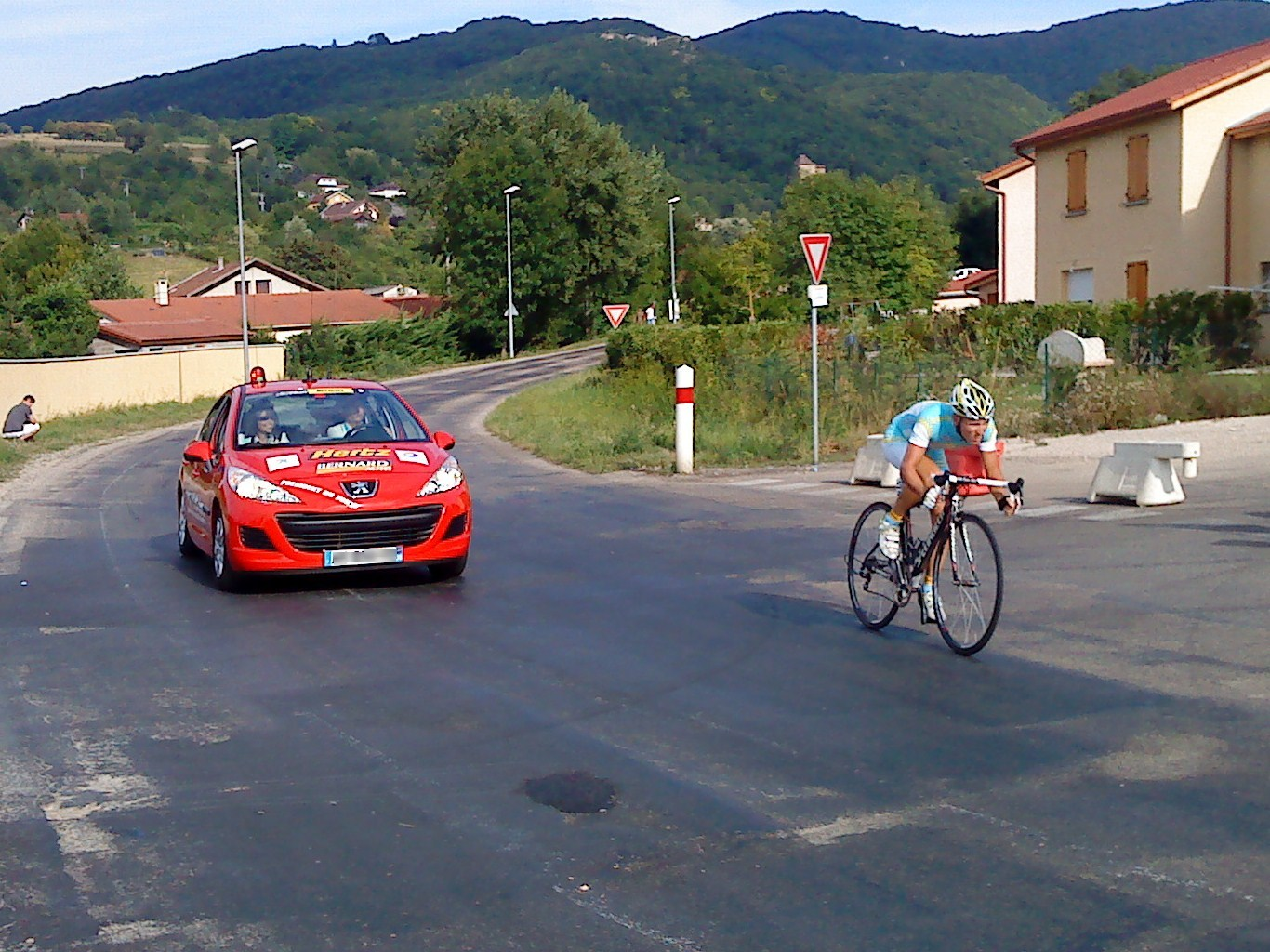
Roman Schijentajew bei der Tour de l’Ain 2010

Roman Schijentajew (* 30. März 1986) ist ein ehemaliger kasachischer Mountainbike- und Straßenradrennfahrer.
Roman Schijentajew wurde 2007 bei der kasachischen Mountainbikemeisterschaft Dritter im Cross Country-Rennen der Eliteklasse. Im nächsten Jahr wurde er bei der President Tour of Iran einmal Etappendritter und bei der Azerbaïjan Tour schaffte er es auf Teilstücken je einmal auf den zweiten und auf den dritten Platz. Seit Juli 2008 steht er bei dem indonesischen Continental Team Polygon Sweet Nice unter Vertrag. In der Saison 2009 gewann Schijentajew die zweite Etappe bei der Tour de Taiwan.

## Teams
- 2008 Polygon Sweet Nice (ab 01.07.)